# Sizilische Komödie
Die Sizilische Komödie war im antiken Griechenland ab dem 6. Jahrhundert v. Chr. die erste kunstvolle Ausbildung der späteren Alten Komödie, die aus noch ungeformten lustigen Volksstücken und Possen hervorging. Ihre kurze Blütezeit strahlte auf die weitere Entwicklung der Komödie besonders in Unteritalien und dann auch bis zu den Römern aus.

## Epicharm
Die Sizilische Komödie erhielt ihre Form von dem Komödiendichter Epicharmos aus Megara in Sizilien, der ca. 560 v. Chr. geboren wurde und zumindest in seinem Greisenalter nach der Zerstörung seiner Vaterstadt (483) in Syrakus lebte und von den kunstfördernden Tyrannen Gelon von Syrakus († 477) und Hieron I. († 467) begünstigt wurde, für die er Huldigungen in seine Stücke hineinschrieb. Epicharmos gilt als der eigentliche Schöpfer der Komödie. Er nahm den schon vorhandenen Spielen (Possen, Improvisationen, Schwänken, Späßen bei Festen und Umzügen) ihren Stegreifcharakter, führte eine einheitliche Handlung ein, achtete auf eine gehobene Sprache und einen sorgsamen Versbau (meist trochäische Tetrameter), so dass das Lustspiel neben den anderen Dichtungen seiner Zeit eine gleichberechtigte Kunstform wurde.
Seine Dramen behandelten oft mythologische Stoffe und bewegten sich eher in einer steifen und gezwungenen Komik, als dass sie schlagkräftigen Witz und sprudelnden Humor gezeigt hätten. Eine ungefähre Vorstellung ist möglich aus den Κωμασταί ἣ Ἃφαιστος = Die Zurückführung des Hephaistos, der Hera verzaubert hat, in den Olymp durch Dionysos und seinen trunkenen Schwarm (κῶμος, Komos), oder aus einer Homerparodie auch mit Hexametern: Ὀδυσσεύς αὐτόμολος = Odysseus, der Deserteur. Der philosophisch gebildete Dichter konnte aber trotzdem ohne Langeweile zu erzeugen tiefere Probleme aufwerfen und mit sinnreichen Lehren und Sprüchen den gebildeten Zuschauer unterhalten.

## Sophron von Syrakus
Ein weiterer Vertreter der Sizilischen Komödie war Sophron von Syrakus (um 430 v. Chr.), ein Zeitgenosse des Euripides. Aus den alten weiter bestehenden Volksstücken und aus mythologischen Stoffen verfasste er sogenannte Mimen, die das gewöhnliche Leben nachahmten und in einer rhythmischen Prosa und in dorischem Dialekt einfache, packende Handlungen oder lebendige Gespräche darstellten, die vielleicht rezitiert, nicht aufgeführt wurden: Die Frauen, die die Isthmien sehen; Die, die Artemis beschwören; Der Fischer; Prometheus. Platon las seine Stücke und brachte sie nach Athen.

## Phlyaken
In der Zeit der Neuen Komödie behielten in Sizilien und in Unteritalien die Stegreifpossen weiterhin eine große Bedeutung. Sie lehnten sich an Epicharm und Sophron an und wurden Phlyaken genannt. Seit Anfang des 4. Jahrhunderts zeigen Vasenbilder Szenen aus diesen Stücken, die sogenannten Phlyakenvasen: verzerrte Masken, lederne und rotbemalte Phalloi, Auspolsterungen an Bauch und Gesäß. Über die Osker in Kampanien kamen diese Stücke als sogenannte oskische Spiele oder Atellanen zu den Römern und beeinflussten die Ausbildung der römischen Komödie.

## Rhinton aus Syrakus
Ein weiterer Ableger der Sizilischen Komödie war unter dem Einfluss der Neuen Komödie die sogenannte Hilarotragödie (Heitere Tragödie) des in Tarent lebenden Rhinton aus Syrakus, der ebenfalls von den Komödien Epicharms und außerdem von Euripides beeinflusst wurde. Er lebte zur Zeit des Ptolemaios I. um 320 v. Chr. und entwickelte seine Hilarotragödien aus den alten Phlyakenstücken. Seine volkstümlichen und im dorischen Dialekt gehaltenen Stücke belebten so den Mimus und das Satyrspiel wieder und behandelten auf parodistische Weise mythische Stoffe, wie z. B. Amphitryon. Literarisch ist von ihm fast nichts erhalten.